# Michaił Aleksandrow (piłkarz)
Michaił Iwanow Aleksandrow (bułg. Михаил Иванов Александров, ur. 11 czerwca 1989 w Sofii) – bułgarski piłkarz występujący na pozycji obrońcy lub pomocnika, reprezentant Bułgarii w latach 2014–2018.

## Kariera klubowa
Przygodę z futbolem rozpoczynał w klubie z rodzinnego miasta, CSKA Sofia. W latach 2007–2010 był graczem niemieckiej Borussii Dortmund, ale nie zadebiutował w oficjalnym meczu pierwszej drużyny. Rozegrał tylko pięć meczów w rezerwach występujących najpierw w Regionallidze West, a następnie w 3. Lidze. W 2010 roku powrócił do kraju i został zawodnikiem Akademika Sofia.
W 2011 roku podpisał kontrakt z Łudogorcem Razgrad. W sezonach 2011/12, 2012/13, 2013/14 i 2014/15 Aleksandrow wywalczył z tym klubem tytuły mistrza kraju. W 2012 i 2014 roku z Łudogorcem sięgnął ponadto po dwa Puchary i dwa Superpuchary Bułgarii. W sezonie 2014/15 Łudogorec, którego filarem pomocy był Michaił Aleksandrow, grał w fazie grupowej Ligi Mistrzów UEFA (w fazach eliminacyjnych pozostawił w pokonanym polu F91 Dudelange, Partizan Belgrad i Steauę Bukareszt). Debiut Aleksandrowa w tych rozgrywkach przypadł na 16 września 2014 i wyjazdowe spotkanie z Liverpoolem (1:2), Z dorobkiem czterech punktów w sześciu meczach Razgrad ostatnie miejsce w grupie B (za Realem Madryt, FC Basel oraz Liverpool FC). Łącznie, biorąc pod uwagę wszystkie rozgrywki Michaił Aleksandrow wystąpił w 136 meczach Łudogorca Razgrad, w których zdobył 18 bramek i zanotował 7 asyst.
29 lutego 2016, na mocy półtorarocznego rocznego kontraktu został graczem Legii Warszawa. W Ekstraklasie zadebiutował 5 marca 2016 podczas wygranego 3:1 meczu Legii z Górnikiem Zabrze, kiedy to zmienił w 90. minucie spotkania Michała Kucharczyka. W lutym 2017 roku został zawodnikiem rosyjskiego klubu Arsienał Tuła. We wrześniu 2019 roku został piłkarzem klubu Arda Kyrdżali, dla którego rozegrał 10 spotkań. Na początku 2021 roku przeszedł do Sławii Sofia, gdzie pół roku później zakończył karierę.

## Kariera reprezentacyjna
5 marca 2014 zadebiutował w seniorskiej reprezentacji Bułgarii w wygranym 2:1 towarzyskim meczu z Białorusią. Łącznie w latach 2014–2018 rozegrał w drużynie narodowej 21 spotkania, w których zdobył 3 gole.

### Bramki w reprezentacji
| Lp. | Data                 | Miejsce                                      | Przeciwnik  | Bramka | Rezultat | Ranga meczu                       |
| --- | -------------------- | -------------------------------------------- | ----------- | ------ | -------- | --------------------------------- |
| 1.  | 13 października 2015 | Stadion Narodowy im. Wasiła Lewskiego, Sofia | Azerbejdżan | 1:0    | 2:0      | Eliminacje Mistrzostw Europy 2016 |
| 2.  | 3 czerwca 2016       | Stadion Toyota, Toyota                       | Japonia     | 1:6    | 2:7      | Kirin Cup 2016                    |
| 3.  | 7 października 2016  | Stade de France, Saint-Denis                 | Francja     | 1:0    | 1:4      | Eliminacje Mistrzostw Świata 2018 |

## Sukcesy
Łudogorec Razgrad
- mistrzostwo Bułgarii: 2011/12, 2012/13, 2013/14, 2014/15
- Puchar Bułgarii: 2011/12, 2013/14
- Superpuchar Bułgarii: 2012/13, 2014/15

Legia Warszawa
- mistrzostwo Polski: 2015/16, 2016/17
- Puchar Polski: 2015/16